# Poder Ejecutivo de Colombia
La Rama Ejecutiva de Colombia forma parte de los tres poderes que contempla la constitución, junto con el legislativo y el judicial. Ejerce sus funciones mediante los gobiernos (nacional, departamental y municipal). Está conformado a nivel nacional por el Gabinete de Colombia, con el Presidente de la República a la cabeza, seguido del Vicepresidente, los ministros, los departamentos administrativos y las superintendencias. A nivel departamental está conformado por las gobernaciones y las secretarías de gabinete; y a nivel municipal o distrital por los alcaldes y sus secretarios de gabinete.
El Presidente actúa como Jefe de Estado, Jefe de Gobierno, suprema autoridad administrativa y Comandante en jefe de las Fuerzas Militares durante un periodo de cuatro años; el Acto Legislativo 02 de 2004 a través
del cual se reforman los artículos 127, 152, 197 y 204 de la Constitución Política Colombiana se instituye la reelección presidencial inmediata por un único periodo adicional y se incorporan un conjunto de normas para garantizar igualdad de oportunidades en los procesos electorales entre los candidatos que aspiren al cargo y el presidente-candidato en ejercicio. Para llegar a ocupar este cargo se debe ser colombiano de nacimiento, ser ciudadano en ejercicio y tener más de treinta años al momento de la elección.

## Funciones del Presidente

### Funciones del Presidente como Jefe de Estado
- Representar al país internacionalmente.
- Suscribir tratados con otros países.
- Elegir los embajadores que representarán a Colombia en el exterior.
- Nombrar los agentes diplomáticos y consulares.
- Celebrar tratados y convenios internacionales.
- Dirigir la fuerza pública.
- Mantener la paz en el territorio nacional.

### Funciones del Presidente como Jefe de Gobierno
- Es el encargado de la conducción política del país tanto en el orden nacional como en el internacional
- Nombrar y separar libremente a los Ministros del Despacho y a los Directores de Departamentos Administrativos.
- Dirigir la fuerza pública y dispone de ella como Comandante Supremo de las Fuerzas Armadas de la República.
- Promulgar, obedecer y sancionar las leyes.
- Ejercer la inspección y vigilancia de la enseñanza conforme a la ley.

### Funciones del Presidente como suprema autoridad administrativa.
- Redactar y presentar ante el Congreso de la republica el Plan Nacional de Desarrollo, para ser expedido mediante ley de la república.
- Nombrar a los presidentes, directores o gerentes de los establecimientos públicos
- Velar por la estricta recaudación y administración de las rentas y caudales públicos y decretar su inversión de acuerdo con las leyes.
- Celebrar los contratos que le correspondan con sujeción a la Constitución y la ley.
- Ejercer, de acuerdo con la ley, la inspección, vigilancia y control sobre las personas que realicen actividades de carácter financiero y bursátil, o de cualquier otra que esté relacionada con el manejo, aprovechamiento o inversión de recursos

## Funciones del Vicepresidente
- Reemplazar al Presidente durante ausencias temporales o definitivas.
- Encargarse de tareas especiales encomendadas por el presidente (por ejemplo del tema de derechos humanos).
- Puede ser nombrado y trabajar en otros cargos públicos.
- No puede ser ministro delega tario (encargado del mando mientras el presidente se encuentra ausente).

## Funciones de los Ministros
- Servir de voceros del Gobierno ante el Congreso.
- Presentar proyectos de ley ante el Congreso.
- Pueden tomar parte en los debates de la Cámara de Representantes.
- Son los encargados de la administración interna de su respectiva entidad.

## Funciones de los directores de departamentos administrativos
- Su función es técnica y administrativa.
- No van a debates en la Cámara de Representantes.
- No pueden ser citados por el Congreso.
- No pueden presentar proyectos de ley.
- Pueden ser citados a las comisiones del Congreso, siempre y cuando estas no sean debates políticos, y tan solo a presentar informes técnicos. Algunas de estas entidades son el DAMA, el DANE.